# Homalopteroides
Genre
Homalopteroides est un genre de poissons téléostéens de la famille des Balitoridae et de l'ordre des Cypriniformes. Homalopteroides est un genre de loches de ruisseaux de colline originaire d'Asie du Sud-Est. L'espèce type est Homaloptera wassinkii Bleeker, 1853.

## Liste des espèces
Selon FishBase (10 juillet 2015):
- Genre non encore reconnu par FishBase.

### Note
Selon Randall, Z.S. & Page, L.M. (2015):
- Homalopteroides avii Z. S. Randall & Page, 2014[3]
- Homalopteroides indochinensis Silas, 1953
- Homalopteroides modestus Vinciguerra, 1890
- Homalopteroides nebulosus Alfred, 1969
- Homalopteroides rupicola Prashad & Mukerji, 1929
- Homalopteroides smithi Hora, 1932
- Homalopteroides stephensoni Hora, 1932
- Homalopteroides tweediei Herre, 1940
- Homalopteroides wassinkii Bleeker, 1853
- Homalopteroides weberi Hora, 1932
- Homalopteroides yuwonoi Kottelat, 1998